# Haematopota nigriantenna
Haematopota nigriantenna är en tvåvingeart som beskrevs av Wang 1982. Haematopota nigriantenna ingår i släktet Haematopota och familjen bromsar. Inga underarter finns listade i Catalogue of Life.